# 조정현 (축구인)
조정현(1969년 11월 12일~2022년 7월 10일)은 대한민국의 전직 축구 선수 출신 축구 지도자이다. 현역 시절 포지션은 공격수였다. 경남 FC의 유소년 총괄 감독으로 활동했다.

## 클럽 경력
1992 시즌을 앞두고 유공 코끼리에 입단하면서 커리어를 시작했다. 1992년 9월 19일에 열린 포항제철 아톰즈와의 K리그 경기에서 프로 데뷔골을 기록했다. 데뷔 첫 시즌 18경기에 나서 4골 2도움을 올렸다. 1994 시즌 조정현은 팀의 주전 선수로 올라섰으며 29경기에 나서 7골 9도움을 기록하는 좋은 모습을 보여주었다. 1997 시즌에는 연습 중 아킬레스건 파열 부상으로 인해 6개월간 출전하지 못하기도 했다.
1999 시즌을 앞두고 중국리그의 선전 축구단로 이적했다. 하지만 반 시즌만에 전남 드래곤즈에 입단하면서 K리그로 돌아왔다. 조정현은 전남에서 12경기에 출전했다.
2000 시즌을 앞두고 포항 스틸러스로 이적했다. 2000년 5월 20일에 열린 전북 현대 모터스와의 경기에서 포항 입단 후 첫 골을 기록했다. 조정현은 포항에서 13경기에 나와 1골 1도움을 기록했다.
2000 시즌 종료 후 현역에서 은퇴했다.

## 국가대표팀 경력
1992년 하계 올림픽에 참여하는 대한민국 올림픽 대표팀에 차출되었다.
1992년 10월 21일에 열린 아랍에미리트와의 친선경기에서 국가대표팀 데뷔전을 치렀다.

## 지도자 경력
2002년, 영등포공업고등학교 축구부의 코치로 부임했다.
2003년 부천 SK의 수석코치로 부임하면서 친정팀으로 돌아왔다.
2003년부터 진주고등학교 축구부의 감독을 맡았으며 2014년까지 감독으로 활동했다.
2015 시즌을 앞두고 경남 FC의 수석코치로 부임했다.
2016년 1월, 다시 진주고등학교의 감독으로 돌아왔다.
2019년에 조정현은 경남 FC의 유소년 총괄 감독으로 부임하는 것이 확정되었다.

## 투병과 사망
2021년초 췌장암 진단을 받았으며 2021년 8월, 투병 사실이 대중에 공개되었다. 조정현은 2021년까지 진주고등학교를 이끌었으며 2022년을 앞두고 감독직에서 물러났다. 후임에는 안승인 감독이 선임되었다.
2022년 7월 10일에 세상을 떠났다.